# Науменки
Нау́менки —  село в Україні, у Шишацькій селищній громаді Миргородського району Полтавської області. Населення становить 83 осіб. До 2015 орган місцевого самоврядування — Великобузівська сільська рада.

## Географія
Село Науменки знаходиться за 1,5 км від правого берега річки Грузька Говтва, вище за течією на відстані 0,5 км розташоване село Зелене, нижче за течією на відстані 0,5 км розташоване село Тищенки, на протилежному березі - село Шафранівка. По селу протікає пересихаючий струмок з загатою.
На північний схід від села знаходиться заповідне урочище «Стінка».

## Історія
12 червня 2020 року, відповідно до розпорядження Кабінету Міністрів України № 721-р «Про визначення адміністративних центрів та затвердження територій територіальних громад Полтавської області», село увійшло до складу Шишацької селищної громади.
19 липня 2020 року, в результаті адміністративно - територіальної реформи та ліквідації Шишацького району, село увійшло до складу новоутвореного Миргородського району Полтавської області.